# Димонце
 Тази статия е за селото в Северна Македония.  За селото в Гърция вижте Димонци.  
Димонце или Димонци (на македонска литературна норма: Димонце) е село в североизточната част на Северна Македония, община Кратово.

## География
Селото e разположено западно от общинския център Кратово и отстои на приблизително равно разстояние от Кратово и Куманово. В южно от Димонце преминава строящата се ЖП линия от Куманово до македонско-българската граница при Гюешево. Южно от селото през землищетоо преминава и Крива река.

## История
В XIX век Димонце е изцяло българско село в Кратовска кааза на Османската империя. Според статистиката на Васил Кънчов („Македония. Етнография и статистика“) от 1900 г. Димонци има 147 жители, всички българи християни.
В началото на XX век население на селото са под върховенството на Българската екзархия. По данни на секретаря на екзархията Димитър Мишев („La Macédoine et sa Population Chrétienne“) през 1905 година в Димонци (Dimontzi) има 144 българи екзархисти.
При избухването на Балканската война в 1912 година 3 души от Димонце са доброволци в Македоно-одринското опълчение. Селото остава в Сърбия след Междусъюзническата война в 1913 година.